# Los Angeles Railway
Le Los Angeles Railway (aussi connu sous les noms Yellow Cars, LARy, et, plus tard, Los Angeles Transit Lines) est un système de tramways qui a fonctionné dans le centre de Los Angeles et ses quartiers alentour, en Californie, entre 1901 et 1963.

## Histoire

Plan du réseau. Les lignes desservaient essentiellement le centre-ville de Los Angeles.

### Développement
Le réseau angelin des Yellow Cars est acheté par Henry Huntington en 1898, pour être mis en service en 1901. Ses voitures desservent principalement Downtown Los Angeles, à la différence des Red Cars du Pacific Electric Railway qui circulent également dans le Grand Los Angeles (au sud dans le comté d'Orange par exemple), et sont de couleur jaune,.
En 1945, le réseau est cédé à l'entreprise de transport en commun National City Lines. À cette occasion, le Los Angeles Railway change de nom pour devenir le Los Angeles Transit Lines.

### Démantèlement
Le réseau disparaît officiellement le 31 mars 1963, après avoir été progressivement remplacé par des lignes de bus ainsi que par les nouvelles autoroutes de l'État,,.